# Sheema (district)
Sheema is een district in het zuidwesten van Oeganda. Hoofdstad van het district is de stad Kibingo. Het district telde in 2014 207.343 inwoners en in 2020 naar schatting 220.500 inwoners op een oppervlakte van 698 km². Bijna 65% van de bevolking woont in stedelijk gebied.
Het district werd in 2010 afgesplitst van het district Bushenyi. Het district is onderverdeeld in 1 county, 12 sub-county's, 60 gemeenten (parishes) en telt 598 dorpen.